# Marele Duce George Alexandrovici al Rusiei
Marele Duce George Alexandrovich, (rusă Великий Князь Георгий Александрович Романов), (9 mai 1871, Tsarskoe Selo - 9 august 1899, Abbas Tuman, Caucaz) a fost al treilea fiu al lui Alexandru al III-lea al Rusiei și a Mariei Fiodorovna a Rusiei. A fost numit George după fratele mamei sale, George I al Greciei. În momentul nașterii sale, tatăl său, ca cel mai mare fiu al Țarului Alexandru al II-lea, era țarevici al Rusiei. Marele Duce Alexandru era al treilea în linia de succesiune la tronul Rusiei, după tatăl său și fratele său Nicolae.

## Țarevici
În noiembrie 1894, Alexandru al III-lea a murit și fiul său, Nicolae a devenit Țar. La acea vreme, Nicolae nu avea copii, și potrivit legilor de succesiune în Imperiul Rus, Marele Duce George a devenit Țarevici.  Problemele de sănătate ale lui George l-au forțat să se mute la Abbas-Tuman. A fost imposibil pentru el să se întoarcă la St.Petersburg pentru funerariile tatălui său, Alexandru al III-lea. Doctorii i-au interzis.
Nicolae i-a scris fratelui său, "... în mod constant mă rog la Dumnezeu pentru recuperarea ta completă și rapidă și pentru confortul tău, pentru că este mult mai greu să fii singur după o așa mare durere decât este pentru noi care cel puțin suntem împreună!"  De asemenea, George a pierdut botezul fiicelor lui Nicolae, Olga și Tatiana. La scurt timp după nașterea celei de-a treia fiice, Maria, în iunie 1899, George i-a scris fratelui său, "Sunt nespus de trist că n-am putut să văd fetele voastre și să ajung să le cunosc; dar ce pot să fac? Asta este soarta mea și totul este voia lui Dumnezeu."
Vizitele pe care i le făcea mama lui la Abbas Tuman îi făceau plăcere. În 1895, George și mama sa au vizitat Danemarca. Nu-și văzuseră rudele daneze de patru ani. Brusc, starea sa de sănătate s-a înrăutățit. I s-a interzis să fumeze și a trebuit să stea în pat până când s-a întremat suficient pentru a se întoarce la Abbas Tuman. Îi scrie lui Nicolae la întoarcere despre călătoria în Danemarca: "Desigur a fost plăcut să revăd familia după patru ani însă nu cred că din punct de vedere al sănătății mi-a făcut bine pentru că am pierdut 3 kg pe care cu atâta greutate le-am pus în mai și iunie"

## Deces și funeralii
George a murit brusc la 9 august 1899 la vârsta de 28 de ani. A plecat singur cu motocicleta sa și câteva ore mai târziu, pentru că nu se întorcea, personalul îngrijorat a început să-l caute. O țărancă îl descoperise pe marginea străzii; sângele care îi ieșea din gură îl împiedica să respire. L-a sprijinit în brațe până a murit.
Vestea a ajuns la Nicolae prin telegramă și el a avut misiunea dificilă de a-și anunța mama. Întreaga familie a fost complet devastată. Nicolae în special a fost deosebit de afectat de pierderea fratele său mai mic. La 14 august 1899 a fost înmormântat la Caterala Sf. Petru și Pavel din St.Petersburg, nu departe de tatăl său, Alexandru al III-lea.